# ایلی حبیقه
ایلی حبیقه (عربی: إيلي حبيقة؛ ۲۲ سپتامبر ۱۹۵۶ – ۲۴ ژانویهٔ ۲۰۰۲) سیاست‌مدار اهل لبنان بود.
وی در زمان جنگ داخلی لبنان، در سال ۱۹۸۲ فرماندهی نظامی نیروهای حزب فالانژ را در کشتار صبرا و شتیلا به عهده داشت.
ایلی حبیقه در ۱۹۹۰ عضو مجلس نمایندگان لبنان شد و مدتی بعد نیز وزیر کابینه گردید.
حبیقه در ۲۴ ژانویه ۲۰۰۲ در انفجار خودروی بمب گذاری شده در بیروت کشته شد.